# Jean Kickx (1803-1864)
Pour les articles homonymes, voir Kickx.
Jean Kickx est un botaniste belge, né à Bruxelles le 17 janvier 1803 et mort le 1er septembre 1864.
Il entreprend la rédaction d’une Flore cryptogamique des Flandres qu’achève son fils Jean Jacques Kickx (1842-1887). Le genre Kickxia de la famille des Scrophulariaceae, créé par Barthélemy Charles Joseph Dumortier (1797-1878), commémore soit son nom, soit celui de son père, Jean Kickx (1775-1831), également botaniste.